# Kiss the Rain
Kiss the Rain è un singolo della cantautrice britannica Billie Myers, pubblicato nel 1997 ed estratto dall'album Growing, Pains.

## Descrizione
Kiss the Rain è scritta da Desmond Child, Eric Bazilian e Billie Myers per l'album di debutto della Myers Growing, Pains pubblicato nel 1997.
Child, che ha prodotto l'album, ha avuto l'idea per il titolo dopo aver ascoltato la canzone dei Bush "Glycerine". Child ha frainteso il titolo come "Kiss the Rain". Quando gli è stato detto diversamente, ha deciso di usare "Kiss the Rain" per una futura canzone.
Il singolo ottiene un ottimo successo in Inghilterra dove riesce a salire la classifica dei singoli più venduti fino ad arrivare alla quarta posizione. Tale brano ottiene un buon riscontro anche in Italia, dove si piazza al settimo posto della classifica dei singoli. Nel resto del mondo il successo è notevolmente inferiore.
Negli Stati Uniti "Kiss the Rain" viene inserita nella colonna sonora del secondo episodio della seconda stagione del popolare serial Dawson's Creek. La canzone viene inoltre utilizzata per la campagna pubblicitaria della Archer Daniels Midland, oltre che in altri spot televisivi. Dopo questa larga esposizione televisiva, la canzone riesce ad arrivare fino alla posizione #15 della classifica Billboard Hot 100.
Sono state girate due versioni per il video. La prima, destinata al mercato europeo è stata diretta da David Betteridge e prodotta in concomitanza all'uscita del singolo. La seconda versione invece destinata al mercato statunitense è stata diretta da Alan Smithee e prodotta nell'ottobre del 1997.

## Tracce
CD Single
1. Kiss The Rain (Radio Edit) (4:10)
2. Kiss The Rain (Album Version) (4:30)

CD Maxi
1. Kiss The Rain (Radio Edit) (4:09)
2. Kiss The Rain (Album Version) (4:30)
3. Kiss The Rain (Unplugged) (7:23)
4. Sleeping Beauty (3:57)

7" Vynil
1. Kiss the Rain
2. Tell Me

12" Vynil
1. Kiss The Rain (Dance Mix) (5:28)
2. Kiss The Rain (Radio Mix) (3:52)
3. Kiss The Rain (Original Version) (4:30)
4. Kiss The Rain (TP2K Club Remix) (7:52)
5. Kiss The Rain (Urban Discharge Trippy Dub) (7:55)

## Classifiche
| Chart (1997)      | Peak position |
| ----------------- | ------------- |
| UK                | 4             |
| Italia            | 7             |
| Olanda            | 53            |
| Svezia            | 15            |
| Australia         | 41            |
| Billboard Hot 100 | 15            |